# À voix haute : La Force de la parole
Pour plus de détails, voir Fiche technique et Distribution.
À voix haute : La Force de la parole est un téléfilm documentaire français réalisé par Stéphane de Freitas et Ladj Ly d'abord diffusé sur France 2 en 2016 puis sorti au cinéma dans une version plus longue en 2017 présentant le concours Eloquentia.

## Synopsis
Pendant six semaines, des étudiants de Seine-Saint-Denis se lancent dans le concours de prise de parole Eloquentia qui se déroule chaque année à l'université Paris-VIII à Saint-Denis.

## Fiche technique
Sauf indication contraire, les informations mentionnées dans cette section peuvent être confirmées par les bases de données cinématographiques IMDb et Allociné,  présentes dans la section « Liens externes ».
- Titre : À voix haute : La Force de la parole
- Réalisation : Stéphane de Freitas
- Coréalisation: Ladj Ly
- Scénario : Stéphane de Freitas
- Musique : Superpoze
- Photographie : Ladj Ly, Timothée Hilst
- Son : Henri d’Armancourt
- Montage : Jessica Menéndez avec Pierre Herbourg
- Production : Anna Tordjman, Harry Tordjman
- Société de production : My Box Productions
- Société de distribution : Mars Films
- Pays d'origine :  France
- Langue originale : français
- Genre : documentaire
- Durée : 1h17 (format télévision) ; 1h39 (format cinéma)
- Dates de sortie :
  - France : 15 novembre 2016 (première télévisuelle sur France 2 dans l'émission Infrarouge) ; 14 mars 2017 (Festival de Valenciennes) ; 12 avril 2017 (sortie en salles)
  - Belgique : 12 avril 2017[2]

## Distribution

### Étudiants
- Yacine Ait Khelifa
- Leïla Alaouf
- Ouanissa Bachraoui
- ElMehdi Banoudi
- Houda Chnabri
- Thomas Dedessus Le Moutier
- Jeremy Diaz
- Hanane El Mokhtar
- Camélia Kheiredine
- Thomas Luquet
- Souleïla Mahiddin
- Kristina Marcovic
- Eddy Moniot (vainqueur du concours Eloquentia 2015)
- Kiss Sainte-Rose
- Elhadj Touré
- Johan Youtchou
- Adahi Franck-Olivier Bikpo
- Julien Maya-Pérez
- Youssouf Adam Abdalrahman

### Professeurs
- Alexandra Henry, metteuse en scène
- Loubaki, écrivain poète-slameur
- Bertrand Périer, avocat au Conseil d'État et à la Cour de cassation
- Isabelle Chataignier, avocate à la cour de Paris

### Autres
Certaines personnes mentionnées ici ne font parfois que de brèves apparitions dans le documentaire.
- Leila Bekhti (membre du jury de la finale)
- Kery James (membre du jury de la finale)
- Édouard Baer (membre du jury de la finale)
- Océan Michel (membre du jury de la finale)
- Alice David (membre du jury des quarts-de-finale)
- Rokhaya Diallo (membre du jury des quarts-de-finale)
- Benjamin Pitcho (avocat, membre du jury des quarts-de-finale)
- Isabelle Chataignier (avocate à la cour de Paris, membre du jury des quarts-de-finale et de la finale)
- Charles Haroche (avocat à la cour de Paris, membre du jury des quarts-de-finale et de la finale)
- Pierre Derycke (coach vocal)

## Diffusion et exploitation
Le documentaire À voix haute : La Force de la parole est d’abord diffusé sur YouTube, puis sur France 2 une semaine après, le 15 novembre 2016, dans l’émission Infrarouge à 22h50. Il réunit 560 000 téléspectateurs sur France 2, soit 4,7 % de parts de marché.
Il est ensuite adapté au cinéma en version longue (109 min) et sort le 12 avril 2017 après avoir été primé au Festival 2 Valenciennes en mars de la même année.

## Distinctions

### Récompenses
- Festival 2 Valenciennes 2017 : Prix des étudiants dans la catégorie documentaire
- Festival du film de Turin 2017 : Prix du public[2]

### Nomination
- César 2018 : Meilleur film documentaire